# Idaea rusicadaria
Idaea rusicadaria är en fjärilsart som beskrevs av Andreas 1929. Idaea rusicadaria ingår i släktet Idaea och familjen mätare. Inga underarter finns listade i Catalogue of Life.